# Mentalisatie
Mentalisatie is een psychologisch begrip dat vanuit psychoanalytische hoek bekendheid verwierf met name voor de behandeling van borderline persoonlijkheidsstoornis. Mentalisatie is de vaardigheid het eigen en andermans gedrag in termen van interne mentale toestanden te zien.

## Ontwikkeling van mentalisatie
Het kunnen mentaliseren is het resultaat van een ontwikkelingsproces dat gefaciliteerd wordt door een veilige hechtingsrelatie met een ouderfiguur. In dit opzicht is het eveneens mogelijk dat dit ontwikkelingsproces gestremd wordt en het niet tot een rijpe mentalisatiefunctie komt. De ontwikkelingstaak bestaat er voor het kind uit een integratie te maken van twee tegengestelde modi van met de werkelijkheid omgaan:
- De "equivalentiemodus": Hierbij denkt het kind dat zijn interne wereld en die van anderen overeenstemt met de externe realiteit. Wat gedacht wordt is echt en wat echt is wordt gedacht in deze modus.
- De "doe-alsof-modus": Hierbij stemt wat intern beleefd wordt niet overeen met de realiteit. We kunnen dit herkennen in het spel. Zo kan een kind zich in een tank wanen wanneer het zich slechts achter een stoel bevindt. Wanneer het kind erop gewezen wordt dat het zich achter een stoel bevindt houdt het spel op; het is of realiteit, of fantasie.

De integratie van beide modi zal voornamelijk in het spel gebeuren. Hierbij benadert de ouderfiguur het kind vanuit zijn mentale wereld. Hierdoor leert het kind dat het een eigen mentale wereld bezit. Na de integratie van beide voorgenoemde modi ervaart het kind dat de inhoud van zijn innerlijk mentaal leven niet noodzakelijkerwijs overeen hoeft te stemmen met de externe realiteit. Gedachten en gevoelens zijn zodoende slechts gedachten en gevoelens en zijn dus geen perfecte weerspiegeling van de werkelijkheid. Het innerlijk mentaal leven is dus beïnvloed door de externe realiteit (in tegenstelling tot de doe-alsof-modus), maar niet zo stringent meer als in de equivalentiemodus.